# TDC'S Women's Challenger 2012
Il TDC'S Women's Challenger 2012 è stato un torneo di tennis facente parte della categoria ITF Women's Circuit nell'ambito dell'ITF Women's Circuit 2012. Il torneo si è giocato a Fort Walton Beach negli USA dal 5 all'11 marzo 2012 su campi in cemento e aveva un montepremi di $25,000.

## Vincitori

### Singolare
Madison Brengle ha battuto in finale  Tereza Mrdeža con il punteggio di 6–4, 3–6, 6–3

### Doppio
Madison Brengle /  Paula Kania hanno battuto in finale  Elena Bovina /  Alizé Lim con il punteggio di 6–3, 6–4